# Petrova Slatina
Petrova Slatina – wieś w Chorwacji, w żupanii osijecko-barańskiej, w gminie Šodolovci. W 2011 roku liczyła 209 mieszkańców.